# アンヌマリー・ロウロフス
アンヌマリー・ロウロフス（Annemarie Roelofs、1955年 - ）は、オランダのトロンボーン奏者、ヴァイオリニストで、フランクフルト音楽・舞台芸術大学の教授である。彼女はヘンリー・カウやフェミニスト・インプロヴァイジング・グループのメンバーを務めた。

## 略歴
ロウロフスはアムステルダム音楽院でヴァイオリンを学び、二番目の楽器としてトロンボーンを演奏した。彼女はまた、音楽院でフリー・インプロヴィゼーションのコースに登録し、サルサ・バンドにてトロンボーンで即興を始めた。1977年12月、ロウロフスは、計画も発表もされていなかったものの、アムステルダムのクラブにおけるコンサートでヘンリー・カウと一緒にトロンボーンを演奏した。彼女の即興演奏に感銘を受けた彼らは、彼女をバンドに招待した。彼女は彼らと短いツアーを行ったが、音楽院で勉強していたため、メンバーになったのは1978年7月のことだった。ロウロフスは、1978年7月と8月にレコーディングされたヘンリー・カウ最後のアルバムである『ウェスタン・カルチャー』にフィーチャーされた。
ロウロフスは、フェミニスト・インプロヴァイジング・グループとユナイテッド・ウィメンズ・オーケストラで演奏し、フース・ヤンセンやマギー・ニコルズと共演し、1979年にドイツの劇場で仕事するようになった。また、リンゼイ・クーパー、ハイナー・ゲッベルス、アレフレート・ハルトとのプロジェクトにも携わっている。ロウロフスは、コーネリア・ナイマンとのキャバレー・デュオである「ナイマン」や、ピアニストのエルヴィラ・プレナーとのデュオ「ロウロフス/プレナー」、アニー・ホワイトヘッドとアビー・コナントとのトリプル・トロンボーンによるトリオのメンバーを務めている。彼女は、1997年にアルバム『Music from the Land of Milk & Honey』をリリースした、ヨハネス・クレーマーとディルク・マーヴェデルとのウェイスト・ウォッチャーズを率いている。 

## ディスコグラフィ

### 参加アルバム
- ヘンリー・カウ : 『ウェスタン・カルチャー』 - Western Culture (1979年)
- ロウロフス/プレナー : Duo Roelofs/Plenar (1991年) ※with エルヴィラ・プレナー
- ユナイテッド・ウィメンズ・オーケストラ : United Women's Orchestra (1996年)
- アンヌマリー・ロウロフス・ウェイスト・ウォッチャーズ : Music from the Land of Milk & Honey (1997年)
- ロウロフス/プレナー : Pas de Deux (1998年) ※with エルヴィラ・プレナー
- ユナイテッド・ウィメンズ・オーケストラ : Blue One (1999年)
- ユナイテッド・ウィメンズ・オーケストラ : Virgo Supercluster (2002年)

## 引用作品
- Cutler, Chris, ed. (2009). "The Road: Volumes 6–10". The 40th Anniversary Henry Cow Box Set (box set booklet). Henry Cow. London: Recommended Records.
- Piekut, Benjamin (2019). Henry Cow: The World Is a Problem. Duke University Press. ISBN 978-1-47800-405-9